# دریاچه اغیردیر
دریاچه اغیردیر (به ترکی استانبولی: Eğirdir Gölü, formerly Eğridir) یک دریاچه در کنار شهر اغیردیر در فاصله ۱۰۷ کیلومتری شمال آنتالیا در کشور ترکیه است. این دریاچه با مساحت ۴۸۲ کیلومترمربع چهارمین دریاچه بزرگ در ترکیه است. ۹۱۷ متر از سطح دریا بالاتر است و عمق آن به‌طور متوسط ۱۴ متر است. به دلیل تفاوت‌های روزانه و فصلی رنگ آن با عنوان دریاچه هفت رنگ نیز شناخته می‌شود. از آب این دریاچه برای کشاورزی، مصارف خانگی و صنعتی و همچنین گردشگری و تولید انرژی استفاده می‌شود. ماهیگیری به‌طور سنتی وسیله مهم تأمین معیشت افرادی است که در اطراف دریاچه زندگی می‌کنند.